# Schizomus tenuipes
Schizomus tenuipes är en spindeldjursart som beskrevs av Lawrence 1969. Schizomus tenuipes ingår i släktet Schizomus och familjen Hubbardiidae. Inga underarter finns listade i Catalogue of Life.